# Balcarce (partido)
Balcarce (Partido de Balcarce) is een partido in de Argentijnse provincie Buenos Aires. Het bestuurlijke gebied telt 42.040 inwoners. Tussen 1991 en 2001 steeg het inwoneraantal met 2,05 %.

## Plaatsen in partido Balcarce
- Los Pinos
- Napaleofú
- Paraje Bosch
- Ramos Otero
- San Agustín
- (San José de) Balcarce
- Villa Laguna La Brava